# Jurko
Jurko je moško osebno ime ali tudi priimek.

## Izvor imena
Ime Jurko  je različica moškega osebnega imena Jurij.

## Pogostost imena
Po podatkih Statističnega urada Republike Slovenije je bilo na dan 31. decembra 2007 v Sloveniji število moških oseb z imenom Jurko: 24.

## Priimek Jurko
- Blaž Jurko (1859--1944), šolnik, planinec
- Ivan Jurko, knezoškofov svetovalec
- Primož Jurko (*1964), jezikoslovec, leksikograf (prevajalstvo)
- Vitko Jurko (1888--1968), planinec